# راسل براند
ادوارد راسل براند (بالإنجليزية: Russell Brand)  (ولد في 4 يونيو 1975) هوممثل كوميدي إنجليزي، وكاتب عمود، ومؤلف ومذيع في الراديو والتلفزيون.
حقق براند شهرة في المملكة المتحدة لعرضه برنامج بيج برازر، بيج برازر بيج ماوس، وبرنامجه الاذاعي، وغيرها من المسلسلات التلفزيونية واحتفالات توزيع الجوائز. وقد ظهر أيضا في عدد من الأفلام السينمائية، منها الفيلم الرومانسي الكوميدي نسيان سارة مارشال، سان ترينيانس وبيدتيم ستوريس. واشتهر بسبب الخلافات المختلفة التي أحاطت به في وسائل الاعلام البريطانية، مثل المكالمات المازحة في عام 2008 التي ادت إلى استقالته من هيئة الإذاعة البريطانية.

## النشأة
ولد براند في غرايز، إسكس، إنجلترا، وهو الطفل الوحيد لباربارا اليزابيث (ني نيكولز) ورونالد براند هنري، وهو مصور.  وانفصل والديه عندما كان عمر براند ستة أشهر. وربته والدته، وأعطته طفولة وحيدة منعزلة نوعا ما. قبل أن يبلغ براند سن 17، تعرضت والدته لثلاث انتكاسات من مرض السرطان. كما ذكر براند خلال مقابلة مع الاذاعة الوطنية العامة انه«وجود علاقة غريبة مع والده، الذي كان يراه بشكل متقطع والذي أخذه إلى زيارة المومسات خلال رحلة إلى الشرق الاقصى».
ظهر براند لأول مرة في مسرحية «فات سام» في سن ال 15 في إنتاج مدرسي لفيلم بجزي مالون، التي دفعته ليصبح ممثلا. بدأ العمل ككمبارس، والتحق للدراسة في أكاديمية إيطاليا كونتي. وتم قبوله بها، ومول مجلس إسكس رسومه الدراسية للسنة التمهيدية، مع تمويل محتمل لمدة ثلاث سنوات إضافية. والتحق براند بألاكاديمية في عام 1991. خلال هذا الوقت بدأ تدخين الماريجوانا، وأصبح شره للأكل، وأخذ في النهاية عقاقير الهلوسة. وطرد براند خلال السنة التمهيدية لسلوكه. بعد ذلك، قام براند بأدوار صغيرة في عرض الأطفال في مود، وذا بيل.
ثم في عام 1995، قدم براند في للأكاديمية الملكية للفنون المسرحية ومركز لندن للدراما وتم قبوله في مركز الدراما. ومن هذه النقطة كان يتعاطى الهيروين ومدمن على الكحول. وطرد في الفصل الدراسي النهائي في عامه الأخير لتحطيم زجاج فوق رأسه، وطعن نفسه بسكين في صدره وذراعيه بسبب ردود الفعل الفقيرة على ادائه. بعد خروجه من مركز الدراما، قرر براند التركيز على الكوميديا، وبدأ كتابة مواد مع كارل ثيوبولد، الذي التقى به في مركز الدراما. وشكلوا لفترة قصيرة ثنائي، أطلقوا عليه ثيوبولد وبراند على الجليد.

## حياته المهنية

### ستاند أب
أول ستاند أب عرف لبراند كان في هاكني الإمبراطورية قانون جديد للسنة النهائية في عام 2000. رغم أنه احتل المركز الرابع، على أدائه اجتذبت اهتمام وكيلا، نايجل Klarfeld من مكممة ومقيدة كوميديا المحدودة  في تلك السنة، كما انه قام ادنبره لأول مرة واحدة الثالثة للموقف متابعة تظهر بابلو ديابلو وغامض ثلاثية الجوانب، جنبا إلى جنب مع رافنز مارك Felgate والبريطانية الإيرانية هزلية Shappi Khorsandi.
في عام 2004، حصل على أول رجل واحد وتظهر، وأفضل المذهبية الآن لمهرجان ادنبره، وإعطاء حساب صادقة لإدمانه الهيروين. عاد في العام التالي مع الفكاهة Eroticised. انه بدأ جولته الأولى في البلاد، عار، في عام 2006. يراند على وجه الحوادث المحرجة في حياته الخاصة والصحافة الشعبية في علاج له منذ ان أصبح الشهيرة. وتظهر أفرج عنه في دي في دي وراسل براند: لايف.
ظهر براند في إسكتش وأدى عرض ستاند أب في عام 2006 الشرطي السري بول. في آذار / مارس 2007، شارك في استضافته أمسية في سن المراهقة العربات السرطان الاستئماني مع نويل فيلدينغ. في ديسمبر 2007، براند لتنفيذ جلالة الملكة اليزابيث الثانية وصاحب السمو الملكي الأمير فيليب كما فعل في عام 2007 رويال فارايتي الأداء.
الجولة الثانية له على الصعيد الوطني، في عام 2007، وكان يسمى راسل براند: فقط التنكيت وأفرج عنه يوم دي في دي وراسل براند: تفعلين الحياة.
بينما في الولايات المتحدة، بدأ براند تنفيذ متابعة الموقف وسجل خاص لكوميدي سنترال بعنوان راسل براند في نيويورك، التي بثت في مارس 2009. بدأ براند يجول في المملكة المتحدة وأمريكا وأستراليا خلال الفترة من يناير إلى أبريل 2009 في اطار جولة دعا راسل براند: مخزي.  في تشرين الأول لمزيد من أربعة تواريخ حيث أن يؤديها في نوفمبر حيث أضاف لجمع المال من أجل التركيز على 12 مؤسسة خيرية المخدرات يرعاها براند. راسل براند: مخزي صدر في دي في دي في 9 نوفمبر، 2009.

### عرض
كان أول عرض لبراند في عام 2000 كصحفي فيديو على القناة الموسيقية قناة إم تي في. قدم رقص الرسم البياني الذي يقوم بجولة في الملاهي الليلية في بريطانيا وايبيزا، واستضافت شاي ما بعد الظهيرة طلب اظهار حدد. ومع ذلك، أقيل براند بعد القادمة للعمل يرتدون زي أسامة بن لادن في اليوم التالي لهجمات 11 ايلول / سبتمبر 2001، وجلب له تاجر مخدرات إلى استوديوهات تي.
بعد مغادرة تي، براند تألق في، وثائقي بريطاني والبرامج التلفزيونية الكوميدية والتي تهدف إلى إلقاء نظرة على تحدي المحرمات الثقافية s. كان ينظر إليه، وكتب، والذي استضافته براند، بمساعدة شريكه هزلية لكثير من المشاريع، ومات مورغان. وعرض المسلسل على رقمي المنحلة الآن قناة فضائية اللعب في المملكة المتحدة عام 2002.
في عام 2004، وهو الأخ الأكبر لاستضافتها المنتدى الإلكتروني على E4، تظهر الشقيقة لالأخ الأكبر 5. وتظهر أعطى الضيوف من المشاهير والجمهور فرصة للتعبير عن رأيها في ما يجري في داخل منزل الاخ الأكبر. الأخ الأكبر ل6، وتظهر لتغيير اسم الأخ الأكبر لكبير الفم. التالية (الاخ الأكبر) 5، وسلعه وقال انه لن يعود لاستضافة الأخ الأكبر 8 سلسلة من الأخ الكبير للفم. في بيان، أعرب براند عن شكره لجميع المنتجين "لتحمل مخاطر توظيف وهو رئيس سابق للغبي المنافق" لجبهة المعرض. من وقته في تقديم هذه العروض، وقال: "إن السنوات الثلاث قضيت على الأخ الأكبر لكبير الفم قد فرحة لم يسبق لها مثيل".
استضاف براند لمرة واحدة ودعا الأخ الأكبر خاصة ووفقا لراسل براند، الذي استغرق براند سريالية، نظرة جانبية على الأخ الأكبر عبر العصور. في 8 كانون الثاني، 2008، وكان براند المشاهير الخامسة على «خطف» منزل الاخ الأكبر،  في المعرض E4 Big Brother: Celebrity Hijack براند القادمة عاد إلى ام تي في ربيع عام 2006 على النحو المقدم من حواري 1 ليستر سكوير، والتي بثت في البداية في الساعة 8 مساء يوم الأحد قبل أن يتم نقلهم إلى ما بعد الوقت لمستجمعات المياه من 10 من مساء يوم الاثنين، والسماح لمزيد من البالغين المنحى موضوع. الضيوف وشملت توم كروز، اوما ثورمان، وBoosh الأقوياء، وبوي جورج. سلسلة ثانية بدأت في سبتمبر 2006 على ام تي في المملكة المتحدة. بعد الانتهاء من الأخ الأكبر 7، براند عرضا المناقشة دعا راسل براند لديه، والقضايا المتعلقة E4 قناة رقمية. كانت نسبة المشاهدة للحلقة الأولى واعتبرت مخيبة للآمال، تعرضه للضرب من قبل ما يقرب من جميع E4 المتعددة الرئيسي في الصراع مع خصومه القناة على الرغم من الدعاية الكبيرة وحملة ترويجية للعرض.
في مراتب متدنية دفعت شبكة لإعادة تغليف هذا المعرض الذي وراسل براند إظهار ونقله إلى القناة 4.  أول حلقة بثت يوم 24 نوفمبر على القناة 4، ، وأنها استمرت لمدة خمسة أسابيع.
براند لعام 2006 قدمت جوائز NME. خلال حفل توزيع الجوائز في الاستجابة لتصرفه، ودعا بوب غيلدوف له المهبل ""، براند التي أجابت قائلة: «حقا انه ليس من المستغرب [جيلدوف]' ق مثل هذا الخبير على المجاعة. انه بعد كل شيء تم على تناول الطعام خارج 'لا أحب الاثنين' لمدة 30 عاما». استضاف براند لعام 2007 وقدمت جوائز بريت الواحة مع مساهمة «القائمة على الموسيقى» جائزة في هذا الحدث. كما انه استضاف ساعة واحدة من فكاهية الإغاثة. في 7 تموز 2007، الذي قدمه في مباراة الذهاب من المملكة المتحدة لايف ايرث على ملعب ويمبلي في لندن.
يوم 12 ديسمبر، 2007، بثت هيئة الاذاعة البريطانية أربعة راسل براند في الطريق، وعرض فيلم وثائقي عن طريق براند ومات مورغان عن الكاتب جاك كيرواك وروايته على الطريق. حتى عاد براند إلى القناة رقم 4 لاستضافة راسل براند في Ponderland، والذي ناقش مواضيع مثل الطفولة والعلم من خلال متابعة الموقف الكوميدي. العرض الأول بثت يوم 22 أكتوبر 2007، وأنها واصلت ليلة الخمس المقبلة. سلسلة ثانية بدأت في 30 تشرين الأول، 2008، رسم أكثر من مليون مشاهد، وكانت تبث كل ليلة خميس لمدة أربعة أسابيع، بالإضافة إلى عيد الميلاد الخاصة التي بثت في شهر ديسمبر.
أعلن براند في وقت لاحق بوصفه المضيف لجوائز موسيقي الفيديو لعام 2008، الذي لفت التشكك من وسائل الاعلام الاميركية، كما انه غير معروف نسبيا لدى الرأي العام الأميركي. كانت مهمة براند بصفته الحائز على لل2008 تي جوائز موسيقى الفيديو لا تخلو من الجدل. عند نقطة واحدة، وقال «ليلة شهدت اطلاق جدا بريتني سبيرز حقبة جديدة»، مشيرا إلى انها «قيامة [سبيرز]». وقال أيضا «إذا كان هناك المسيح الإناث، وانها بريتني». وناشد براند الحضور لانتخاب المرشح الديموقراطي للرئاسة باراك أوباما وقتها في وقت لاحق دعا الرئيس الامريكى جورج دبليو بوش «من المتخلفين رعاة البقر فلة»، الذي، في انكلترا، من شأنه أن «لا يمكن الوثوق بها مع المقص». وردت عدة إشارات إلى الخاتم الذي ترتديه نقاء جوناس الاخوة، ولكنه اعتذر عن هذه التعليقات في وقت لاحق في هذا المعرض. هذه التصريحات تؤدي إلى تلقي براند تهديدا بالقتل من قبل بعض المشاهدين بالإهانة. ادعى براند ان تي طلب منه أن تستضيف هذه الجوائز عام 2009 بعد التقييم لمعرض 2008 كانت 20 ٪ مقارنة مع السنة السابقة. براند لعام 2009 استضافت جوائز موسيقى الفيديو تي في 13 سبتمبر 2009، في قاعة راديو سيتي للموسيقى في مدينة نيويورك. هذا التصنيف لتبين 2009، حيث أفضل منذ عام 2004 والأهدل.

### التمثيل
في عام 2002، بدا راسل براند على البرامج التلفزيونية كروز من الآلهة (على الرغم من انه أطلق خلال التصوير) وأسنان بيضاء. في عام 2005، ولعب تومي في المسرحية الهزلية بي بي سي الطوباوي، الذي كتبه وأخرجه من الشباب الذين الخالق بن التون. براند اختبارا لجزء من سوبر هانز في القناة 4 اللمحة عرض المسرحية الهزلية، لكنه قوبل بالرفض من جانب الكتاب لصالح مات الملك. 
في عام 2007، ظهرت في براند الباردة الدم القناة، تلعب السابقين الموالين دعا حليف. براند لعبت يتعافى صدع مدمن يدعى تيري في التجريبية للكوميديا القناة الدير، الذي كتبه البنوك Morwenna. 
واعرب عن الغارديان الأرض في روبي والرنة في لقاءات قريبة من النوع القطيع.
كان لبراند دور صغير في فيلم بينيلوبي عاك 2006، وإن كان له الدور الرئيسي الأول في الفيلم كما كان فلاش هاري في 2007 فيلم القديس ترينيانس. ولكنه لن يجسد الدور فب الجزء المقبل من الفيلم، [35]
دوره الأشهر كان في عام 2008 في فيلم نسيان سارة مارشال، الذي لعب فيه دور ألدوس سنو، وصديق الشخصية الرئيسية (الذي تضطلع به كريستين بيل). تلقى براند الهذيان استعراضات تشيد بأدائه شخصية سنو، وكشف عن الطابع تم تغييره من مؤلف لنجم الروك بسبب الاختبار. انه لن يلعب مرة أخرى طابع ألدوس سنو للكوميديا بعنوان الصديق يحصل لي على الحفلة (المسمى سابقا الحصول عليه في اليونانية)، المشاركة في بطولة جونا هيل.  هو لم شمل مع نسيان سارة مارشال مدير نيكولاس ستولر أباتاو جاد ومنتج للفيلم. هو موضح في مجلة فارايتي بأنها "قذرة جدا تأخذ على ما يقرب من مشاهير".
براند جنبا إلى جنب مع آدم ساندلر دور البطولة في فيلم ديزني قصصا قبل النوم، والذي صدر في يوم عيد الميلاد عام 2008. ساندلر بظلال من براند في فيلم آخر، وسينتج بعد آخر، وشارك في تأليف براند ومات مورغان، عن يخدع - رجل انتحل شخصية الكاهن، بل هو عنوانها مؤقتا باد الأب.  براند لن تظهر في جولي تايمور 'ق إصدار لوليام شكسبير (العاصفة كما Trinculo. براند سوف تظهر أيضا في فيلم أوليفر ستون،  وقال انه يجري محادثات لنجمة كحرف اللقب في إعادة لفيلم من آرثر،  الذي كتبه بيتر Baynham وطبعة جديدة من قطرة الميت فريد. 

### راديو
بدأ براند عمله في الراديو في أوائل عام 2002، عندما استضاف في عرض ظهر اليوم الأحد مات مورغان في محطة لندن [إيندي] روك Xfm. واقيل براند من منصبه بعد قراءة مواد إباحية حية على الهواء.
استضاف براند وراسل براند إظهار تبدأ في أبريل 2006 على بي بي سي 6Music. في نوفمبر 2006، وتظهر لنقل راديو هيئة الاذاعة البريطانية (2) وبثت يوم السبت الفترة من 9-11 مساء، فيما تظهر بانتظام حوالي 400,000 وجه المستمعين. في حلقة من البث المعرض يوم 18 أكتوبر، 2008، براند وزميل راديو 2 جي جوناثان روس قدم سلسلة من المحادثات الهاتفية مع الممثل اندرو ساكس ان بفجاجة ناقش الممثل حفيدة. الأحد التابلويد ذا ميل أون صنداي حطم قصة وتعتبر المكالمات الهاتفية وفاحشة. كل العروض في وقت لاحق علقت هيئة الإذاعة البريطانية بسبب الحادث، ، واستقال براند من منصبه تظهر. بي بي سي في وقت لاحق £ 150,000 تغريم كل من بريطانيا لتنظيم البث من أجل بث المكالمات.
عاد براند إلى الراديو عندما ونويل غالاغر استضاف برنامج حواري لكرة القدم في 19 نيسان / 2009 لtalkSPORT. وخاصة أدت إلى 250 ٪ زيادة في حركة المرور على الشبكة العالمية للTalkSport.

### كتابات
اعتبارا من مايو 2006 حتى مايو 2009، كتب براند عمودا في صحيفة الغارديان ركز على نادي وست هام يونايتد ومنتخب إنجلترا لكرة القدم. وأصدرت مجموعة من الأعمدة من مايو 2006 وحتى يونيه 2007 صدر بتاريخ 15 نوفمبر 2007 في كتاب بعنوان الحديد في النار.  وأصدرت مجموعة الثانية من الأعمدة من يونيو 2007 حتى مايو 2008 في 16 أكتوبر، 2008، بعنوان مقالات الايمان. وشمل الكتاب أيضا مقابلات براند مع نويل غالاغر، وديفيد جيمس كوردن باديل عن كرة القدم.
أصدر السيرة الذاتية لبراند، في بوك ووك، هودر & ستوكتون، في 15 نوفمبر 2007، وتلقى نقد إيجابي. وعلقت جريدةذا أبسرفير ان «حكاية راسل براند عن المخدرات والفجور في كتاب ماي بووكي ووك يضع معظم مذكرات المشاهير الأخرى للعار». بدأ براند في كتابة مذكراته الثانية، ماي بووكي ووك 2 : ذيس تايم إذ برسونال، والذي كان من المقرر ان يصدر في أكتوبر 2009، ولكنها الآن تأجيله إلى خريف عام 2010.
وقع براند عقد ب 1.8 مليون جنيه استرليني لكتابين مع هاربر كولينز في يونيو 2008. أول كتاب مقالات الايمان، والثاني يكون ماي بووكي ووك 2 : ذيس تايم إذ برسونال. 

### مجال الموسيقى
سجل براند غلاف لأغنية البيتلز "عندما أكون أربعة وستون" مع الفائز بجائزة غرامي الملحن ديفيد أرنولد للاحتفال بالذكرى السنوية الأربعين من الرقيب. الفلفل لونلي هارتس كلوب باند. ساهم أغنيتين لالصوت من عام 2008 فيلم نسيان سارة مارشال كما ألدوس سنو، المغني الرئيسي في الفرقة خيالية «الرضع الحزن».

## حياته الشخصية
يعيش براند في هامبستيد في لندن،  مع قطته، التي سماها على اسم المغنية موريسي، المعجب بها.
وهو نباتي منذ سن ال 14،  وهو من مشجعي كرة القدم ومؤيد لفريق وست هام يونايتد؛ يقول براند أن حبه لكرة القدم هي «في جوهرها عن علاقته مع والده». كان يرتدي ملابس بوهيمية لامعة، واصفا نفسه بأنه يبحث مثل "ستاندرد آند ام ويلي ونكا".  وكان لديه اضطراب ثنائي القطب، ، وعانى من الشره المرضي في الماضي. كما أنه مر بفترة من إيذاء النفس. 
وكان براند مدمن سابق للهيروين الكحول والجنس. وتورط في مشاكل مع الشرطة، بعد أن تم القبض عليه 11 مرة. وأثناء فترة إدمانه، كان يعرف بفجوره. وطرد براند من ذا جولدن بالون في أدنبره، ، وقدم التاجر المخدرات الذي كان يتعامل معه لكايلي مينوغ خلال الفترة التي قضاها إم تي في. وقد امتنع عن تعاطي المخدرات منذ عام 2002 والآن يرعى الجمعية الخيرية للإدمان فوكس 12.  كان تخليه عن تعاطي المخدرات والكحول بتحريض من وكيل أعماله، جون نويل، بعد أن ألقي القبض على براند وهو يتعاطى الهيروين في الحمام خلال حفل عيد الميلاد. ويحضر براند بانتظام اجتماعات جمعيات مدمني الكحول المجهولين. والمخدرات المجهولة 
بعد سلسلة من العلاقات، اشتهر براند في وسائل الإعلام باعتباره رجل مولع بالنساء. فازت سيرة حياته بجائزة ذا سانس  شاجر في عام 2006،  2007،  و2008.  تمت إعادة تسمية الجائزة «بجائزة راسل براند شاجر أوف ذا يير» لتكريم براند بعد أن حصل على الجائزة لثلاث سنوات على التوالي. 
في يناير 2009، كتب براند وغيره من المشاهير عدة كتب إلى جريدة ذي إندبندنت (كمؤيدي مؤسسة هوبينغ) لإدانة الهجوم الإسرائيلي على قطاع غزة، والخسائر الوحشية الجسيمة في أرواح المواطنين في قطاع غزة".
في فبراير 2009، كتب براند، والعديد من الفنانين إلى جريدة ذا تايمز يدافعون عن زعماء الطائفة البهائية تايمز للمحاكمة في إيران. 
في أبريل 2009 حضر احتجاجات قمة مجموعة ال 20 في لندن، وتحدث إلى الصحافة.
في سبتمبر 2009، أذيعت أنباء أن براند يواعد المغنية الأمريكية / وكاتبة الأغاني كاتي بيري.  وفقا لتقارير في نوفمبر وقال أنه مستعد ليستقر وليأسس عائلة معها.

## قائمة أفلامه
| العام | فيلم                          | الدور                                  | ملاحظات                 |
| ----- | ----------------------------- | -------------------------------------- | ----------------------- |
| 2007  | ش Trinian 's                  | فلاش هاري                              |                         |
| 2008  | بينيلوب                       | سام                                    |                         |
| 2008  | نسيان سارة مارشال             | ألدوس سنو                              |                         |
| 2008  | قصص قبل النوم                 | ميكي                                   |                         |
| 2010  | العاصفة The Tempes            | Trinculo                               | في مرحلة ما بعد الإنتاج |
| 2010  | يحصل لي في الحفلة             | ألدوس سنو                              | في مرحلة ما بعد الإنتاج |
| 2010  | الخسيس لي                     | الدكتور Nefario (صوت)                  | في مرحلة ما بعد الإنتاج |
| 2011  | انخفاض الميت فريد             | انخفاض الميت فريد                      | في التنمية              |
| 2011  | آرثر                          | آرثر باخ                               | في التنمية              |
| 2011  | أنا هوب                       | الفصح الارنب (صوت)                     | مرحلة ما قبل الإنتاج    |
| 2013  | أنا الحقير الجزء الثاني       |                                        |                         |
| 2007  | Dr. Zomboss Plants vs Zombies | All About Time :Plants vs.Zombies 2008 | Dr. Zomboss             |

## الجوائز
| العام | الحفل                              | الجائزة                                           | النتيجة |
| ----- | ---------------------------------- | ------------------------------------------------- | ------- |
| 2006  | تايم آوت                           | أفضل الاحتياطية وحتى                              | فاز     |
| 2006  | تحميل Laftas                       | أفضل الاحتياطية وحتى                              | فاز     |
| 2006  | جوائز الكوميديا البريطانية         | أفضل قادم جديد                                    | فاز     |
| 2007  | 33rd السنوي للتلفزيون وراديو جوائز | أفضل أداء في التلفزيون ودور المنظمات غير بالنيابة | فاز     |
| 2007  | القناة الرابعة                     | أكبر 100 الاحتياطية يرفع                          | 69th    |
| 2008  | جوائز الكتاب البريطاني             | السيرة الذاتية للسنة                              | فاز     |
| 2008  | جوائز الكوميديا البريطانية         | أفضل لايف الاحتياطية وحتى                         | فاز     |

## وصلات خارجية
- راسل براند على موقع IMDb (الإنجليزية)
- راسل براند على موقع روتن توميتوز (الإنجليزية)
- راسل براند على موقع مونزينجر (الألمانية)
- راسل براند على موقع ألو سيني (الفرنسية)
- راسل براند على موقع ميوزك برينز (الإنجليزية)
- راسل براند على موقع تيرنر كلاسيك موفيز (الإنجليزية)
- راسل براند على موقع أول موفي (الإنجليزية)
- راسل براند على موقع بوكس أوفيس موجو (الإنجليزية)
- راسل براند على موقع قاعدة بيانات الأفلام السويدية (السويدية)
- راسل براند على موقع إن إن دي بي (الإنجليزية)

| سبقه no host | جوائز إم تي في الأغاني المصورة host 2008 & 2009 | تبعه TBA |